# Системное программное обеспечение PlayStation 3
Системное программное обеспечение PlayStation 3 — официальная обновляемая прошивка для PlayStation 3. Управление осуществляется графическим интерфейсом XMB. Данные обновления обычно имеют размер 100—200 Мбайт в зависимости от содержимого обновлений. Чаще в обновление программного обеспечения (ПО) PS3 вносятся улучшения воспроизведение различного контента PS3.
Обновление прошивки включает в себя изменения, внесённые предыдущими обновлениями, и оно может быть получено четырьмя различными путями:
- Загрузить напрямую на PS3 через Wi-Fi или Ethernet-сеть.
- Загрузить на любой носитель информации, поддерживающий подключение USB 2.0 и отформатированный в FAT32.
- Загрузить на носитель информации типа карта памяти (Secure Digital, Memory Stick, CompactFlash). Адаптер для карты памяти на передней панели PS3 с левой стороны от слота для дисков (только для моделей 60 ГБ (NTSC, PAL) и 80 ГБ (NTSC).
- С некоторыми дисками Blu-Ray формата PlayStation®3 также поставляется обновление системного ПО.

Текущая версия официального системного программного обеспечения — 4.92

## Неофициальные прошивки
Попытки взлома ПО PlayStation®3 были безуспешными на данный момент. Причиной этого возможно является слабое распространение Blu-Ray носителей. Но уже в интернете появилась информация о том, что хакер Джордж Хоц (geohot) взломал устойчивый к взлому системный уровень защиты и получил доступ в некоторые ресурсы консоли такие, как системная память, а также некоторые дампы системы. Сам хакер написал в своём блоге, что не намерен дальше усиленно заниматься взломом системы, он полагается на силу и мощь всех остальных хакеров заинтересованных в взломе Playstation®3, и поэтому выставил в сеть эксплойты, обнаруженные им в системе. Однако узнав о частичном взломе PlayStation®3 хакером Джорджем Хоцем, компания Sony приняла решение, что в новой прошивке, которая вышла 1 апреля 2010 года, будет убрана поддержка установки стороннего ПО на старых моделях PlayStation 3. В сентябре 2010 года в интернет попали видео показывающее работу USB-устройств — Jailbreak. Они позволяют вводить PS3 в сервисный режим, что позволяет запускать неподписанные приложения. 29 декабря 2010 года была проведена конференция Console Hacking 2010, на которой рассказывался принцип работы защиты PS3. Было объявлено, что «защита PS3 является одной большой дырой» и что началась разработка проекта fail0verflow, который позволяет осуществлять полный контроль над приставкой. В данный момент командой fail0verflow было объявлено о том, что система полностью взломана, благодаря извлечению из PS3 лицензионного ключа, которым можно теперь подписать любое приложение или игру и запустить его на официальной прошивке от Sony. Хакеры утверждают, что даже если Sony выпустят обновление, то они уже не смогут устранить эту уязвимость, так как для этого им придётся написать новый ключ, что заблокирует воспроизведение контента, подписанного старым ключом.
Однако компания Sony выпустила очередное обновление системного программного обеспечения (3.60), что окончательно устранило проблему взлома консоли.